# Parc industrial

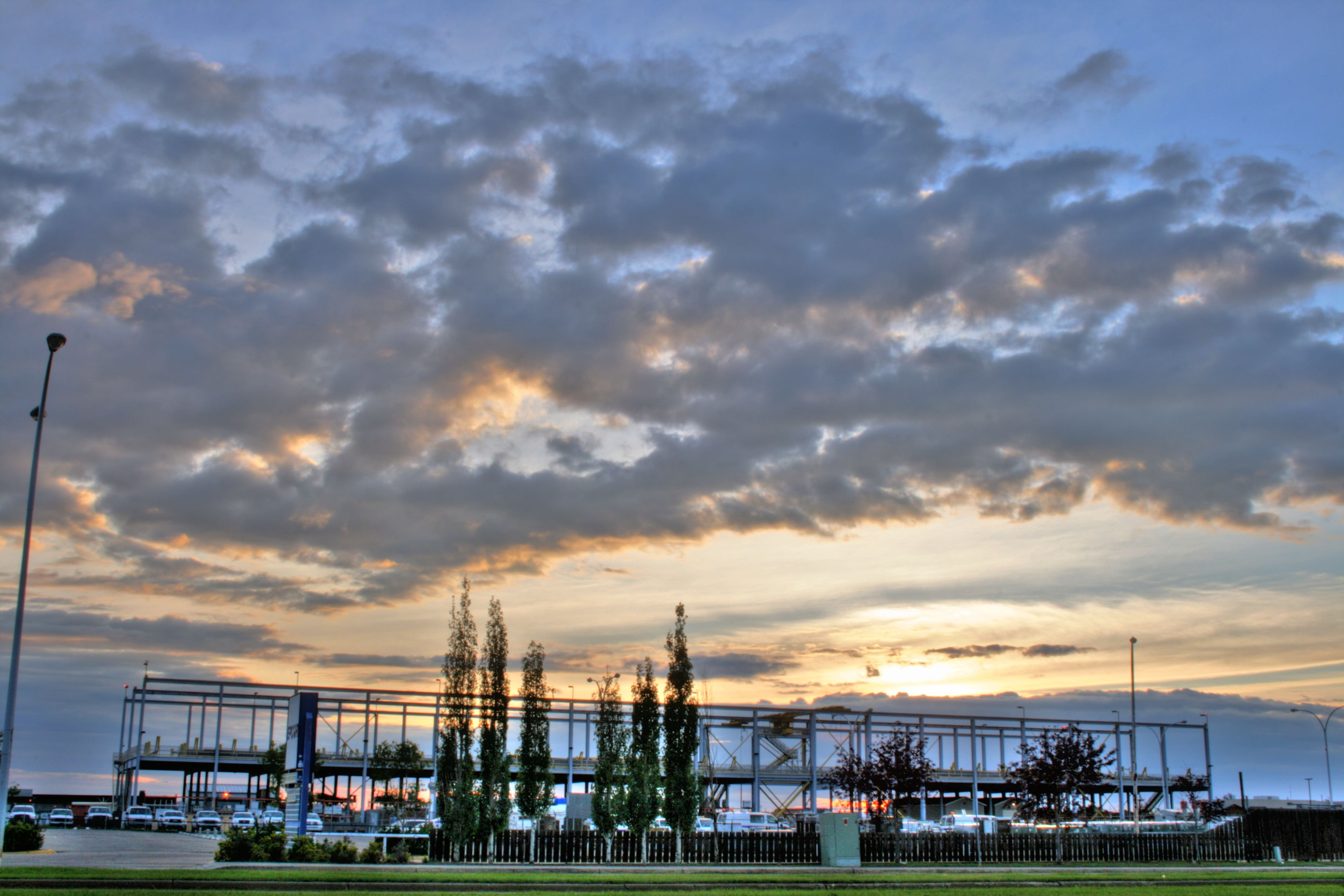
Part del complex industrial de l'aeroport municipal, Edmonton, Alberta, Canadà

Un parc industrial és una zona planificada amb finalitats de desenvolupament industrial. Un parc industrial es pot considerar una versió més «pesant» d'una zona industrial o d'oficines. Un parc industrial acostuma a tenir una certa autogestió en front de la zona o el polígon industrial.

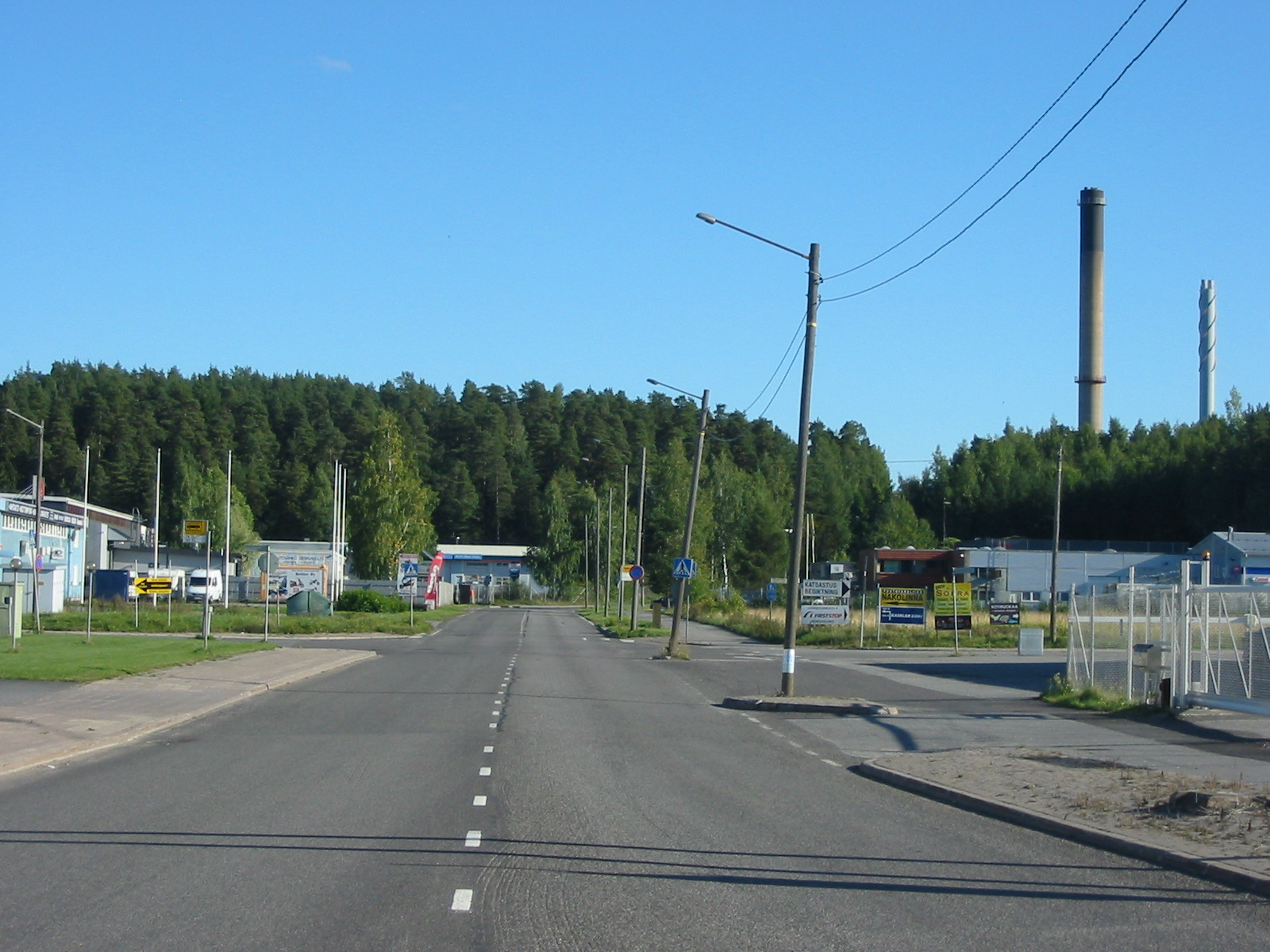
La zona industrial d'Oriketo a Turku, Finlàndia

## Beneficis

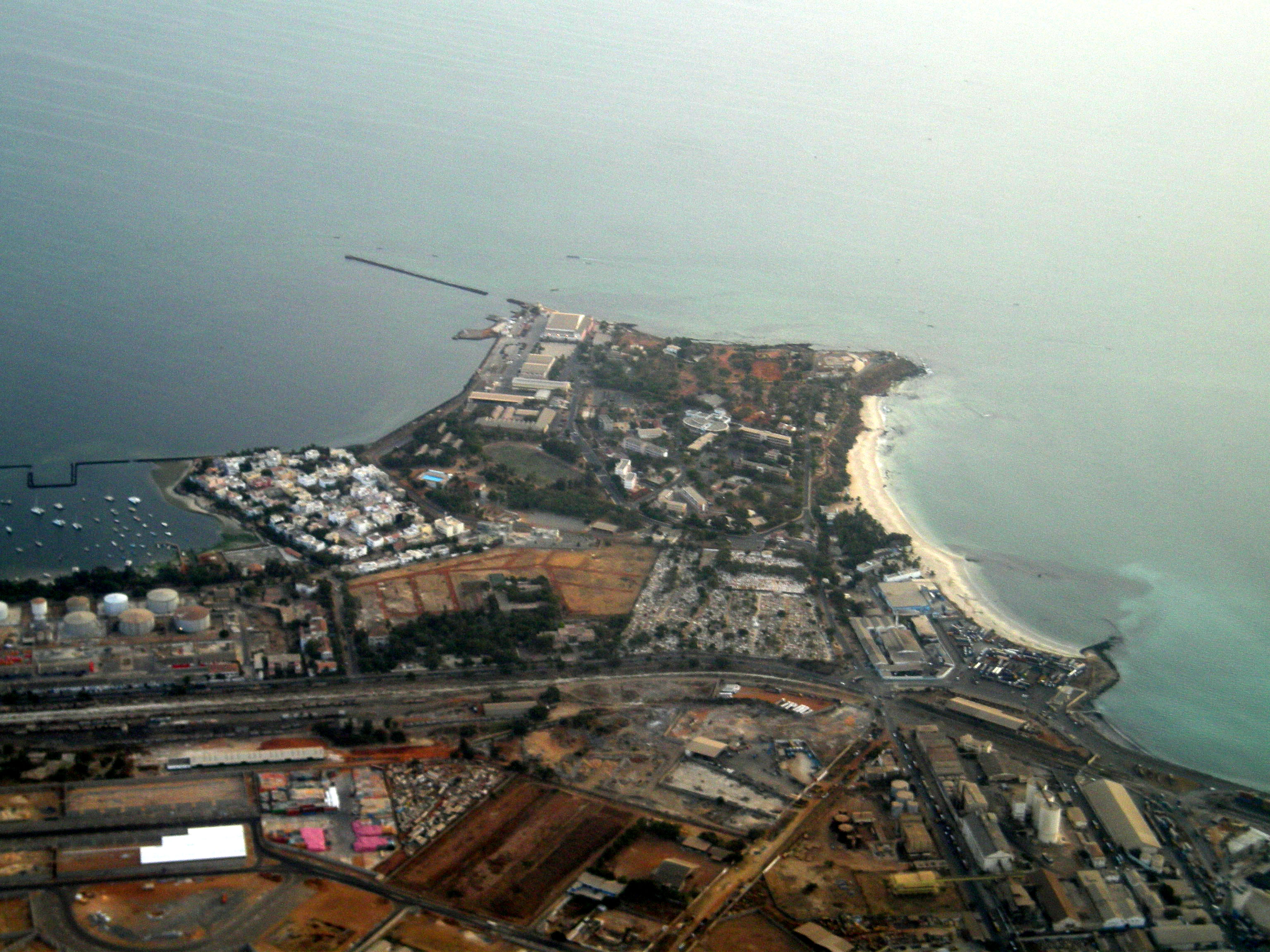
Zona industrial de Dakar (Senegal)

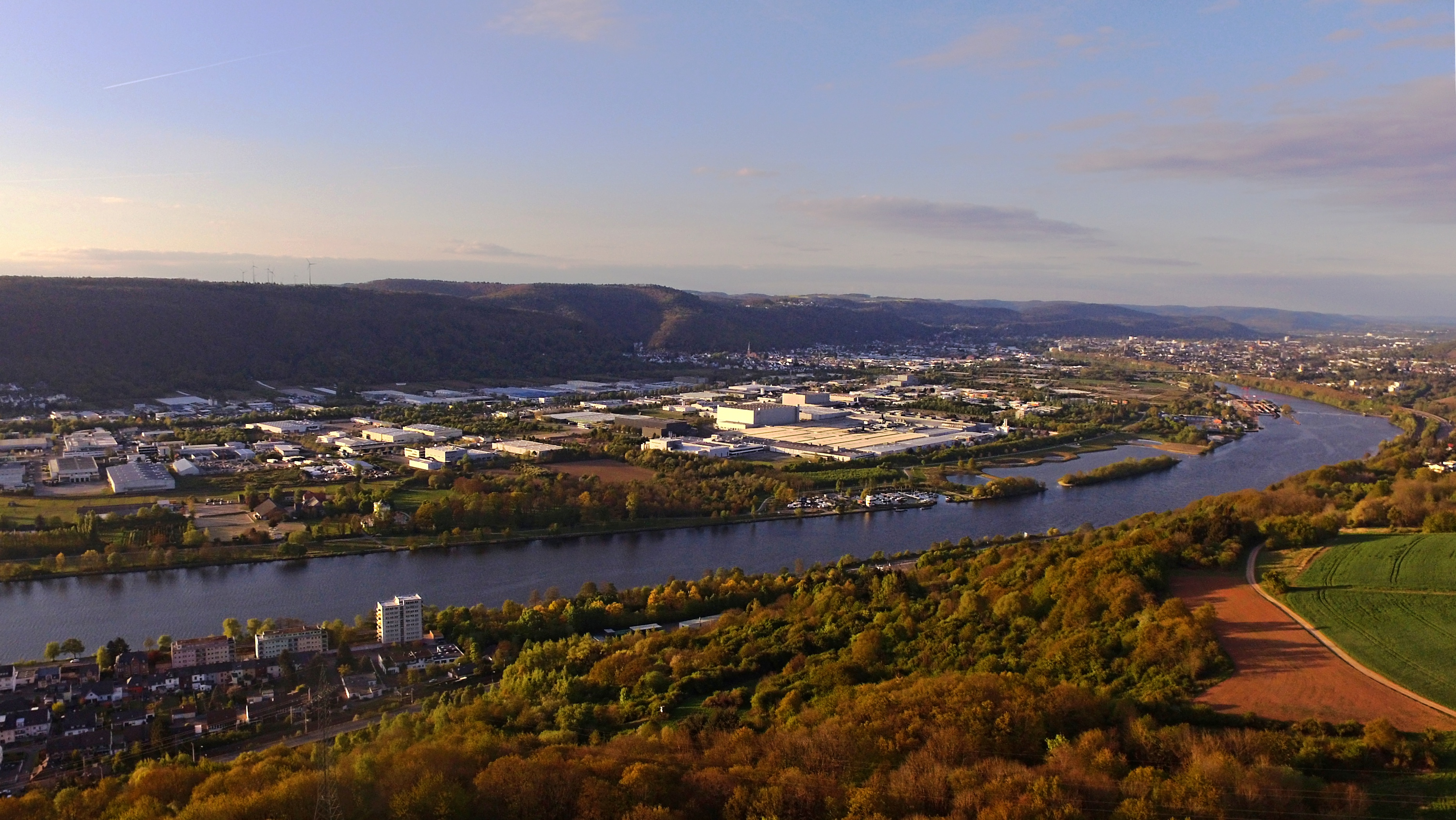
Zona industrial a Trier- Zewen, (Alemanya)

Els parcs industrials solen estar situats al costat o fora de la zona residencial principal d'una ciutat, i normalment tenen un bon accés de transport, carretera i ferrocarril. Un d'aquests exemples és el gran nombre de polígons industrials situats al llarg del riu Tàmesi a la zona de Thames Gateway de Londres. Els parcs industrials solen estar situats a prop d'instal·lacions de transport, especialment on coincideixen més d'un mode de transport, incloses les autopistes, els ferrocarrils, els aeroports i els ports. Una altra característica comuna d'un parc industrial nord-americà és una torre d'aigua, que ajuda a contenir prou aigua per satisfer les demandes del parc i amb finalitats de lluita contra incendis, i també anuncia el parc industrial i la localitat, ja que normalment el nom i el logotip de la comunitat estan pintats a la seva superfície.
Aquesta idea de reservar terrenys mitjançant aquest tipus de zonificació té diversos propòsits:
- En concentrar la infraestructura dedicada en una àrea delimitada, redueix el cost per negoci d'aquesta infraestructura. Aquesta infraestructura inclou carreteres, vies de ferrocarril, ports, subministraments elèctrics d'alta potència (sovint inclouen energia elèctrica trifàsica), cables de comunicacions de gamma alta, subministraments d'aigua de gran volum i línies de gas de gran volum.[3]
- Atreure nous negocis proporcionant una infraestructura integrada en un sol lloc.
- Elegibilitat dels polígons industrials per a les prestacions.[4][5]
- Distingir els usos industrials dels nuclis urbans per intentar reduir l'impacte ambiental i social dels usos industrials.
- Preveure controls ambientals localitzats específics de les necessitats d'una zona industrial.

## Benchmarking
Per a les empreses manufactureres ubicades en polígons industrials, l'actuació dels operadors de polígons industrials és important, ja que els costos d'infraestructures i serveis que cobra l'operador de polígons industrials són un factor greu per a la competitivitat de les empreses manufactureres.

## Crítica
Els polígons industrials compleixen aquests criteris en diferents graus. Moltes comunitats petites han establert parcs industrials amb només accés a una carretera propera i només amb els serveis bàsics i les carreteres. Les opcions de transport públic poden ser limitades o inexistents.
Els parcs industrials de països en desenvolupament com el Pakistan s'enfronten a una infinitat de dificultats addicionals. Això inclou la disponibilitat d'una mà d'obra qualificada i l'agrupació de sectors industrials radicalment diferents (farmacèutica i enginyeria pesant, per exemple), que sovint condueixen a resultats desfavorables per a les indústries centrades en la qualitat.

## Variacions
Un parc industrial especialitzat en biotecnologia també pot ser conegut com a parc bioindustrial o clúster ecoindustrial.
Hi ha fàbriques juntes a ciutats com Singapur i Hong Kong, on la terra és escassa. Aquests solen ser similars als pisos, però a diferència de les altres, allotgen indústries individuals. Les fàbriques aplanades tenen ascensors de càrrega i carreteres que donen servei a cada nivell, donant accés a cada lot de fàbrica.

## Països

### Índia
L'Índia va ser un dels primers països d'Àsia a reconèixer l'eficàcia del model de Zona de Processament d'Exportació (ZPE, de l'anglès Export Processing Zone) per promoure les exportacions, i va posar en marxa la primera ZPE d'Àsia creada a Kandla el 1965. Per tal de superar les mancances experimentades a causa de la multiplicitat de controls i autoritzacions; l'absència d'infraestructures de classe mundial i un règim fiscal inestable i amb l'objectiu d'atreure inversions estrangeres més grans a l'Índia, l'abril de 2000 es va anunciar la política de zones econòmiques especials (ZEE). Una zona econòmica especial (ZEE) és una regió geogràfica que té lleis econòmiques més liberals que les lleis econòmiques nacionals d'un país. L'Índia té lleis específiques per a les seves ZEE. La categoria "ZEE" cobreix una àmplia gamma de tipus de zones més específiques, incloses zones de lliure comerç (FTZ), zones de processament d'exportacions (EPZ), zones franques (FZ), els polígons industrials (IE), els ports lliures, les zones urbanes d'empresa i altres. Normalment, l'objectiu d'una estructura és augmentar la inversió estrangera directa per part d'inversors estrangers, normalment un negoci internacional o una Corporació Multinacional (MNC).
SEZ notables a l'Índia
- DGDC SEZ, Surat (SURSEZ)
- Dholera SEZ, Gujarat
- Divi's Laboratories Limited Chippada Village, Visakhapatnam, Andhra Pradesh Pharmaceuticals
- DLF Cyber City, Gurgaon Gurgaon, Haryana IT/ITES
- HCL ELCOT SEZ – Sholingnalur, Chennai
- HCL IT city, Lucknow, Uttar Pradesh IT & Start-Up
- Infosys Technologies SEZ Mangaluru Bengaluru, Karnataka IT/ITES
- Jindal Steel and Power, Choudwar
- Kandla SEZ, Gandhidham, Gujarat{KASEZ}
- POSCO India SEZ, Paradeep
- Port de Mundra i Zona Econòmica Especial, Multiproducte
- Maharashtra Industrial Development Corporation Ltd., Pune - IT/ITES
- Reliance Jamnagar Infrastructure Ltd. Jamnagar Multi Product
- Zydus Infraestructura Pvt. Ltd. Sanand, Ahmedabad Pharmaceutical
- IT/ITeS SEZ de Larsen & Toubro Limited a Surat, Gujarat
- IT/ITES SEZ de la "veu del tercer ull" de Calica Group, Ahmedabad
- Gallops Engineering SEZ, Moraiyya, prop de Changodar, Ahmedabad
- Vatva Ahmedabad
- Infocity IT Park, IT/ITES, Gandhinagar, Gujarat
- REGAL SEZ, CIUTAT DEL REGAL, Gandhinagar, Gujarat
- DAHEJ SEZ 1 i 2, Tal Vagra, Bharuch
- TCS Garima Park IT/ITES SEZ, Gandhinagar
- WIPRO Limited Doddakannelli Village, Varthur Hobli, Electronic City, Bangalore IT

### Turquia
Una zona industrial organitzada (en turc: Organize Sanayi Bölgesi) és una mena de zona econòmica especial a Turquia. Aquestes zones es van legislar entre el 2000 i el 2007 i poden reunir indústries relacionades (OIZ per a la funció) o simplement ser una zona especial per a moltes indústries (OIZ mixtes). No totes les indústries poden operar en zones industrials organitzades. Les zones industrials organitzades no estan lliures d'impostos, però hi ha considerables avantatges en tema impostos així com avantatges respecte a la ubicació (apropant les indústries relacionades). Les OIZ estan relacionades amb
 parcs industrials en alguns països.